# Missioni giapponesi nella Cina Sui
Le missioni giapponesi nella Cina Sui (遣隋使?, Kenzui-shi) furono delle spedizioni che vedevano i giapponesi recarsi nella Cina della dinastia Sui ai fini di apprenderne la cultura e la civiltà. La natura di questi contatti bilaterali si è evoluta gradualmente, partendo dal riconoscimento politico e cerimoniale sino agli scambi culturali. Il processo ha inoltre accompagnato i crescenti legami commerciali che si sono sviluppati nel tempo tra i due popoli.
Tra il 607 e l'839 dal Giappone partirono 22 spedizioni verso gli imperi cinesi Sui e Tang (una missione pianificata per l'894 fu annullata ). L'obiettivo principale di ogni spedizione era l'acquisizione di conoscenze dalla cultura cinese, ad esempio i sacerdoti andavano per studiare il buddismo cinese, i funzionari ne studiavano la politica, i medici la medicina e i pittori la pittura. Tuttavia, circa un terzo di coloro che si imbarcarono dal Giappone non sopravvissero per tornare a casa.

## Elenco missioni
| Anno | Mittente | Inviati giapponesi  | Monarca cinese | Commenti |
| ---- | -------- | ------------------- | -------------- | --- |
| 607  | Suiko    | Ono no Imoko        | Yang           | Il titolo di Imoko era kenzuishi |
| 608  | Suiko    | Ono no Imoko        | Yang           | Takamuko no Kuromaro (no Genri) e Minabuchi no Shōan, insieme al monaco buddista Sōmin rimasero in Cina per 32 anni prima di tornare in Giappone. Come Imoko, i titoli di Kuromaro e Shoan erano kenzuishi |
| 614  | Suiko    | Inugami no Mitasuki | Yang           | Yatabe Zo viaggiò insieme a Mitasuki. |